# Živá knihovna
Živá knihovna (může se psát i „živá knihovna“, „Živé knihy“ i „živé knihy“- pozn. autora) (s podtitulem Nesuď knihu podle obalu) je speciální typ knihovny, kde si namísto knih můžeme „půjčit“ lidi. Tito lidé, tzv. „živé knihy“ jsou „čteny" pomocí rozhovorů a tím je odkrýván jejich osud. Každá „živá kniha“ má nějaký svůj životní příběh.   

Ačkoliv je v názvu slovo „knihovna“, nemusí se Živá knihovna odehrávat jenom v knihovnách, jak uvidíme níže.  

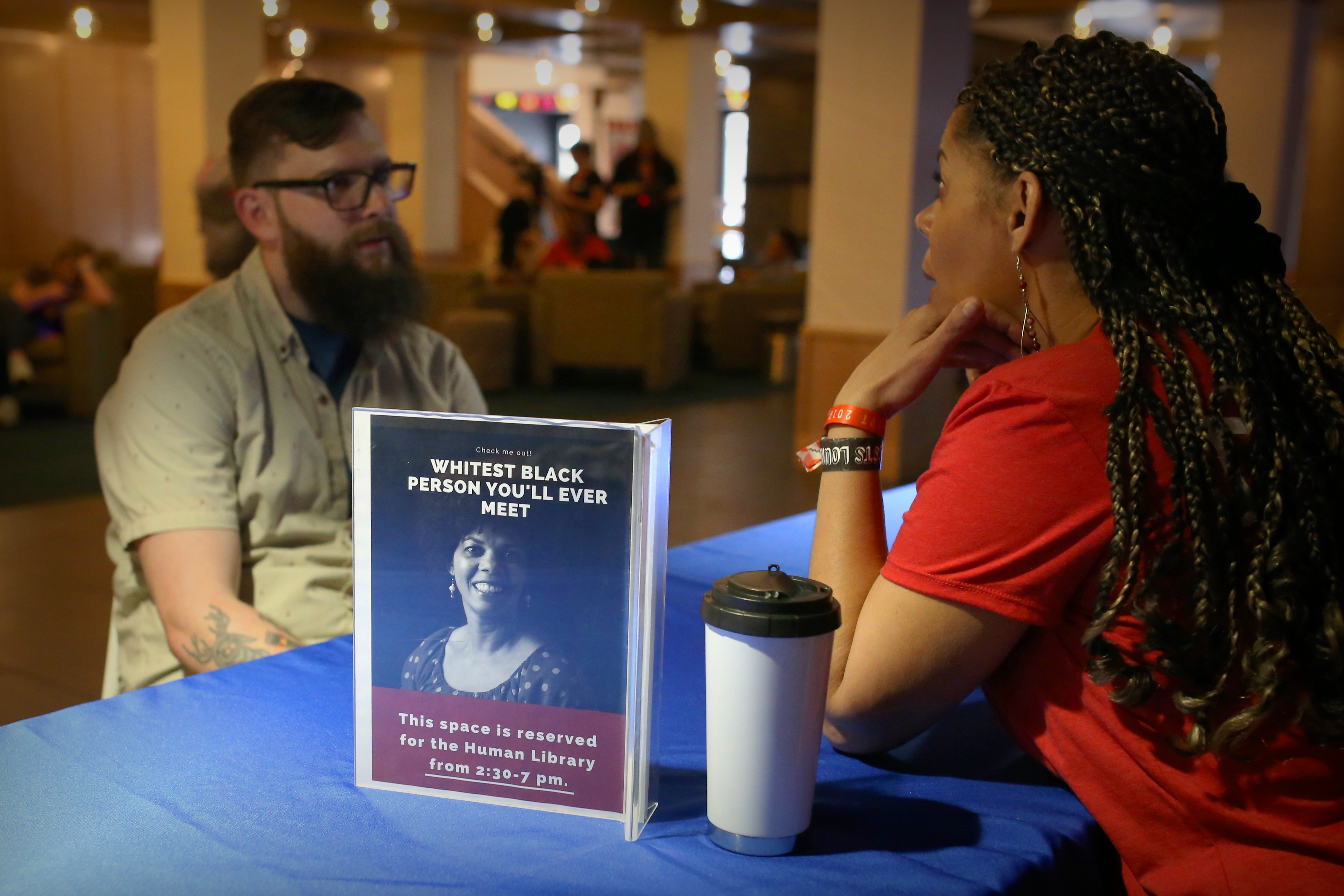
Živá knihovna

## Poslání Živé knihovny
Živá knihovna má odbourat předsudky a stereotypy vůči nejrůznějším menšinám a snažit se vyrovnávat se s dopady násilí ve společnosti. Jeho podtitul „Nesuď knihu podle obalu" zdůrazňuje důležitost poznávání individuálních příběhů a odstraňování předsudků.

## Historie Živé knihovny
Myšlenka Živé knihovny přišla z Dánska. Nevládní hnutí mládeže Stop the Violence zorganizovalo první Živou knihovnu v roce 2000 na festivalu Roskilde Music Festival. Nápad vznikl s cílem představit příběh jejich kamaráda, který padl jako oběť násilného činu, a tím vzbudit povědomí o problematice násilí ve společnosti. Skupina, složená z pěti mladých lidí, přišla s inovativní myšlenkou vytvoření „živých knih" jako prostředku pro sdílení těchto životních příběhů. Živými knihami i čtenáři byli návštěvníci festivalu. Stejná akce se uskutečnila v roce 2001 také na maďarském hudebním festivalu Sziget, kde ji zaštítilo ředitelství pro mládež při Radě Evropy v Budapešti.  
Živá knihovna se stala významnou součástí programu Rady Evropy v roce 2003, kdy byla oficiálně začleněna do iniciativy zaměřené na podporu dialogu, vzájemného porozumění a odstraňování stereotypů ve společnosti. Od svého vzniku projekt Živá knihovna ve školách pokračuje a rozrůstá se. V současné době již navštívil více než 40 škol a oslovil více než 1000 studentů. 

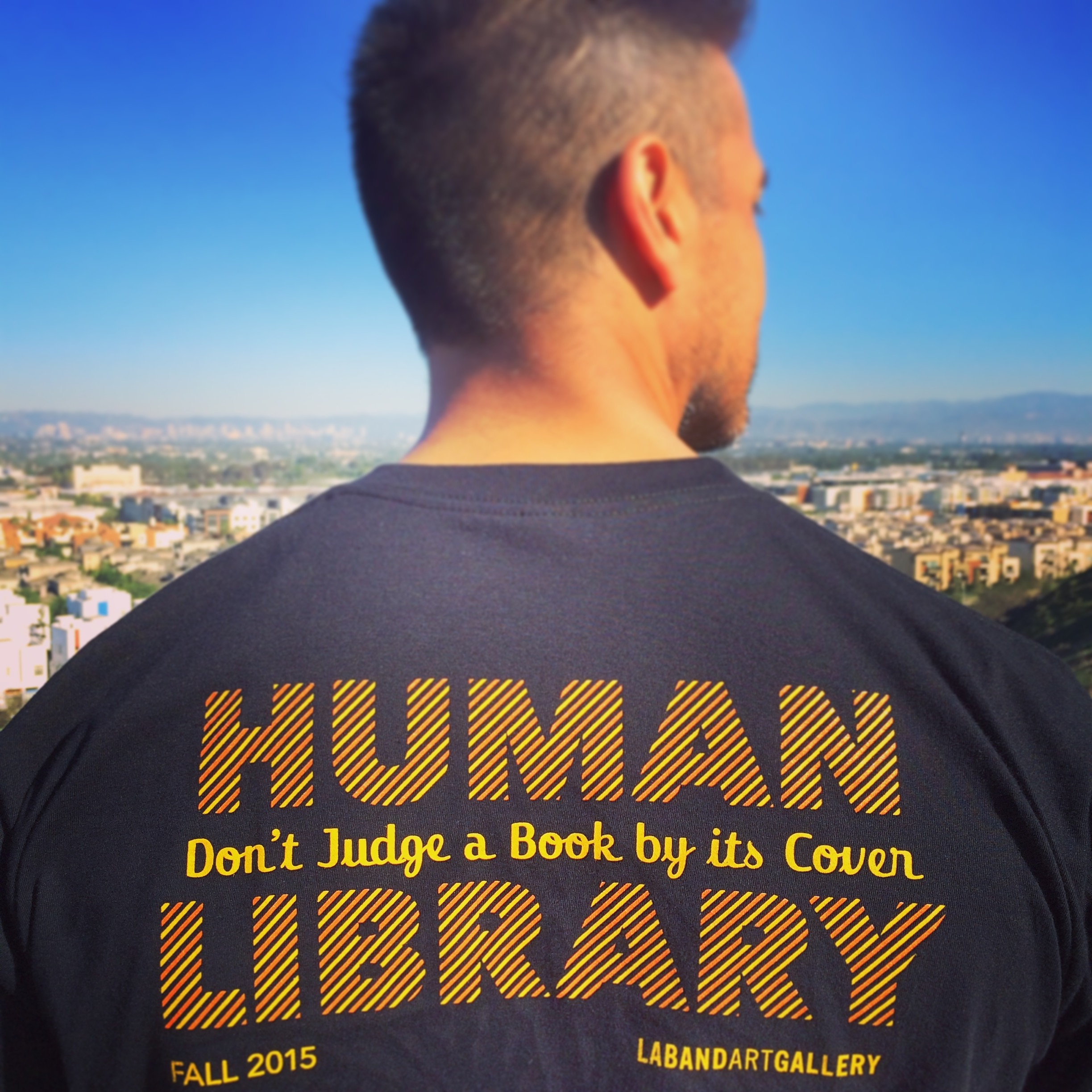
Tričko s nápisem "Živá knihovna"

V roce 2006 vznikla v knihovně v australském Lismore první stálá lidská knihovna.
V České republice ji v červnu roku 2007 poprvé uvedla Jana Tikalová, ředitelka neziskové organizace OPIM, Organizace na podporu a integraci menšin, na festivalu United Island of Prague v Praze a v červenci téhož roku na letním festivalu Music in the park v pražské Stromovce. Poté je začaly pořádat i další organizace, např. ARPOK, či školy, třeba SZŠ Pardubice, s cílem odbourat předsudky a stereotypy spojené s danými menšinami. OPIM nadále pořádá Živé knihovny, a to především ve školách. Mezinárodní lidskoprávní organizace Amnesty International je taktéž pořádá pro žáky základních a středních škol
Živou knihovnu pak začaly pořádat také další neziskové organizace, například Nesehnutí nebo LOS - Liberecká občanská společnost (Archivováno 14. 9. 2017 na Wayback Machine.), organizace APROK, či školy, např. SZŠ Pardubice. V současné době pořádá pravidelně Živé knihovny kromě výše uvedených i organizace Amnesty International. Projekt je určený žákům a základních a středních škol a nízkoprahovým klubům. Živé knihovny Amnesty International probíhají v několika českých a slovenských městech. LOS pořádá Živé knihovny více než 10 let. Antonín Ferdan, předseda LOS, sestavil příručku, jakým způsobem Živou knihovnu pořádat. Celkem již zapojila více než 200 knih a oslovila tak přes 2.000 čtenářů, mezi nimiž byli především žáci základních a středních škol.

## Živé knihy
Mezi lidmi a osobnostmi, kteří se podílí na projektu tzv. "živých knih", najdeme různorodou skupinu jednotlivců, včetně cizinců, uprchlíků, příslušníků muslimského, křesťanského a židovského vyznání, Romů, lidí se zdravotním postižením, nevidomých, členů LGBTQ+ komunity, příznivců veganství, aktivistů bojujících za práva zvířat, a také lidi bez domova a mnohé další. 
„Živé knihy“ by však neměli být lidé, kteří vůči ostatním zaujímají nepřátelský až agresivní postoj, např. Nacisté, skinheadi, zástupci nejrůznějších esoterických náboženských skupin a jiní radikálové. 

## Knihy, čtenáři a knihovníci
V knihovně je možné se setkat se třemi různými funkcemi.
„(ŽIVÉ) KNIHY" jsou jedinečné osobnosti, které odkrývají svůj životní osud a zkušenosti. Nejprve „kniha“ vypráví „čtenářům“ svůj příběh a následně probíhá diskuze.
„ČTENÁŘI" jsou ti, kteří naslouchají "knihám". Díky osobním rozhovorům se dozvědí informace o životě menšin. Mohou se „knih“ zeptat na cokoliv, ale vždy s úctou a slušností.
„KNIHOVNÍCI" se starají o „knihy“ a „čtenáře“, aby vše fungovalo co nejlépe. Pomáhají „knihám“ i „čtenářům“. Vedou záznamy o „čtenářích“ a mohou jim i poradit s výběrem „knih“. Tuto funkci zastávají pracovníci a dobrovolníci v organizacích, které Živou knihovnu pořádají.

## Jak probíhá Živá knihovna
„Čtenář“ Živé knihovny se musí přihlásit a seznámit se s „výpůjčními pravidly“. Následně si vybere z „katalogu knih“ tu, která ho zajímá. V „katalogu“ jsou uvedené krátké „knižní anotace“ (tzn. základní údaje o „knize“ a o čem bude vyprávět - pozn. autora). Poté si „čtenář“ po stanovenou dobu může s „knihou“ povídat a vyslechnout si její příběh. Čtení může probíhat jednotlivě i v malých skupinách (pozn. autora).
Pokud Živá knihovna probíhá ve škole, dostanou žáci „čtenářský průkaz“, do kterého si zapisují postřehy ze „čtení“. Po skončení akce si žáci mezi sebou a učiteli sdílejí poznatky k zamyšlení a zajímavosti z rozhovorů.